# Разгосударствление
Разгосударствле́ние (денационализа́ция) — процесс изменения государственной формы собственности на другие формы, переход от тотальной государственной экономики к экономике смешанной, многоукладной. Переход государственной собственности в руки отдельных граждан, коллективов, физических и юридических лиц, а также формирование различных форм собственности.
В России разгосударствление в особенно больших масштабах проводилось в переходный период от социалистической плановой экономики к рыночной — в первой половине 90-х годов XX века; частично этот процесс продолжается и далее.
Обратный процесс — национализация.
Разгосударствление может принимать принципиально различные формы, которые можно классифицировать по ряду признаков: допуску к приобретению только сотрудников или всех желающих; осуществлению механизма перераспределения собственности в виде денег или специальных чеков; техники продаж; видоизменения организационных структур предприятий и степени участия тех или иных участников фондового рынка и институциональных инвесторов в приватизации и другим признакам. В реальности большинство этих вариантов применяется, как правило, в совокупности.
Выделяют 3 процесса разгосударствления:
1. непосредственное разгосударствление  — сокращение функции государственных органов по управлению предприятиями и расширение прав последних в принятии экономических решений. При этом изменение форм собственности не происходит.
2. преобразование госсобственности в предприятия других (негосударственных) форм собственности — это называется приватизацией в широком смысле слова (ОАО, товарищество).
3. преобразование государственной и различных видов коллективной собственности в частную — приватизация в узком смысле.